# 雷夫鲁瓦
雷夫鲁瓦（法語：Reffroy，法語發音：[ʁɛfʁwa]）是法国默兹省的一个市镇，属于科梅尔西区。

## 地理
雷夫鲁瓦（48°37'53"N, 5°27'54"E）面积9.41 平方千米，位于法国大東部大區默兹省，该省份为法国西北部内陆省份，北与比利时接壤，西接马恩省和阿登省，南至上马恩省和孚日省，东临默尔特-摩泽尔省。
与雷夫鲁瓦接壤的市镇（或旧市镇、城区）包括：巴尔布尔河畔博韦、巴尔布尔河畔马尔松、小梅利尼、圣茹瓦尔、德芒日-博迪涅库尔。

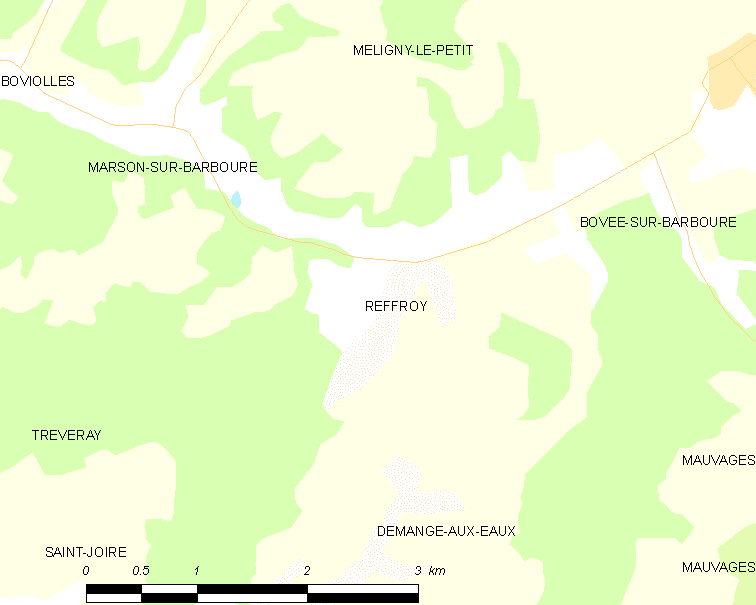
雷夫鲁瓦的OSM定位图

雷夫鲁瓦的时区为UTC+01:00、UTC+02:00（夏令时）。

## 行政
雷夫鲁瓦的邮政编码为55190，INSEE市镇编码为55421。

## 政治
雷夫鲁瓦所属的省级选区为沃库勒尔县。

## 人口

1962-2008年间雷夫鲁瓦人口变化图示

雷夫鲁瓦于2022年1月1日时的人口数量为72人。